# دیاگرام در معماری
دیاگرامِ معماری روشی از ترسیمات گرافیکی به صورت دو بعدی یا سه بعدی است که برای بیان ایده در معماری به کار می‌رود. به عقیده‌ی "رابرت سامول" نظریه پرداز و معمار: «دیاگرام دقیقا بین فرم و کلمات عمل می‌کند.»[۱] اشکال در دیاگرام‌های معماری معمولا به صورت انتزاعی ترسیم می‌شوند؛ از این رو درک سریع و پایدار ایده‌ در ذهن را به دنبال دارد. 

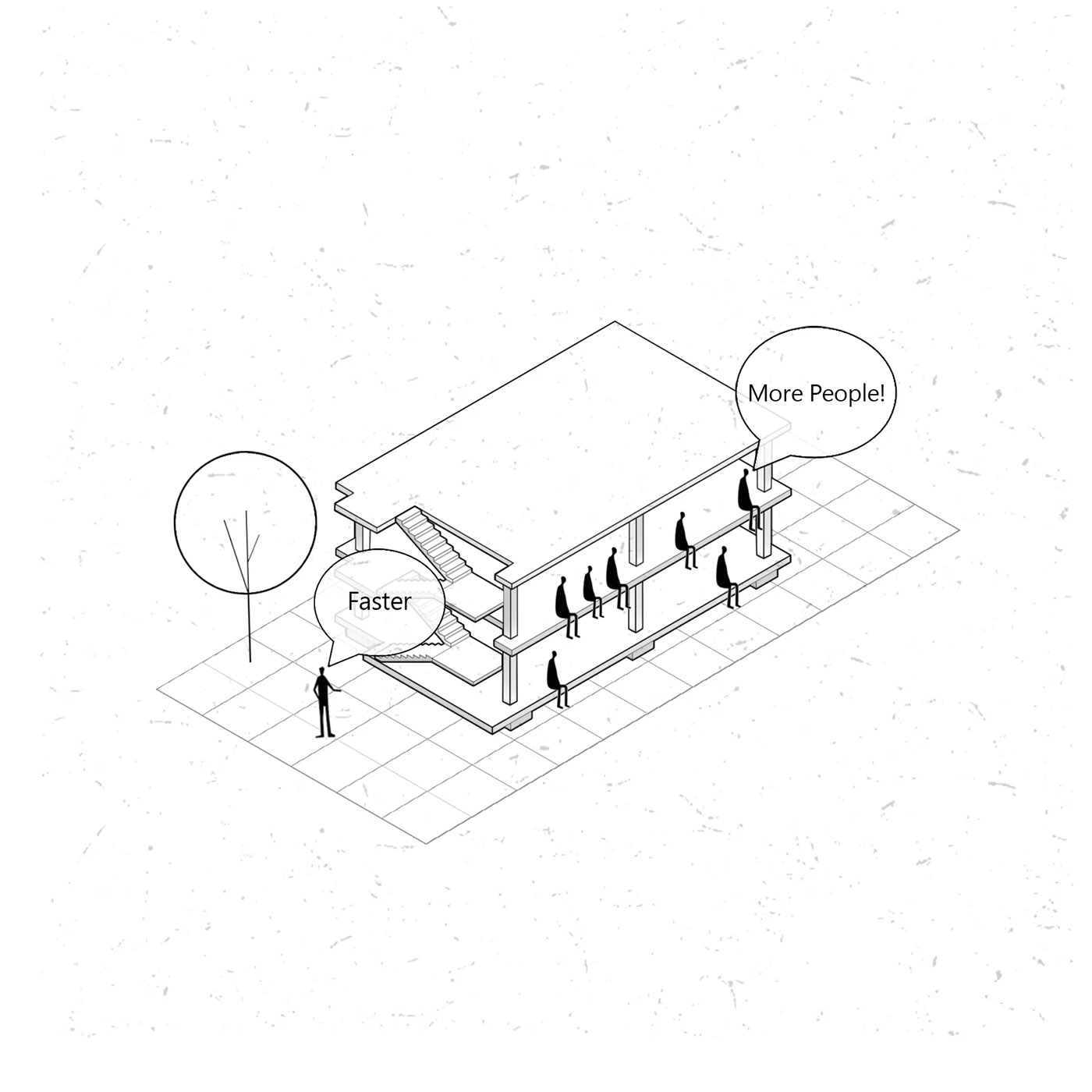
دیاگرام آگزنومتریک از خانه دوم‌اینو(۱۹۱۴)/ طراح معماری: لوکوربوزیه/ طراح گرافیک: محمدرضا محمودی

## انواع
نظریه پردازانِ معماریِ امروز عموما نسبت به معنا و کارکرد دیاگرام در معماری اتفاق نظر دارند؛ اما در دسته‌بندی کردن آن‌ها نظرات متفاوتی وجود دارد. "اندرو چاپلین" در انتشاری[۲]، دیاگرام‌های معماری معاصر را در ۱۸ نوع دسته‌بندی کرده است.

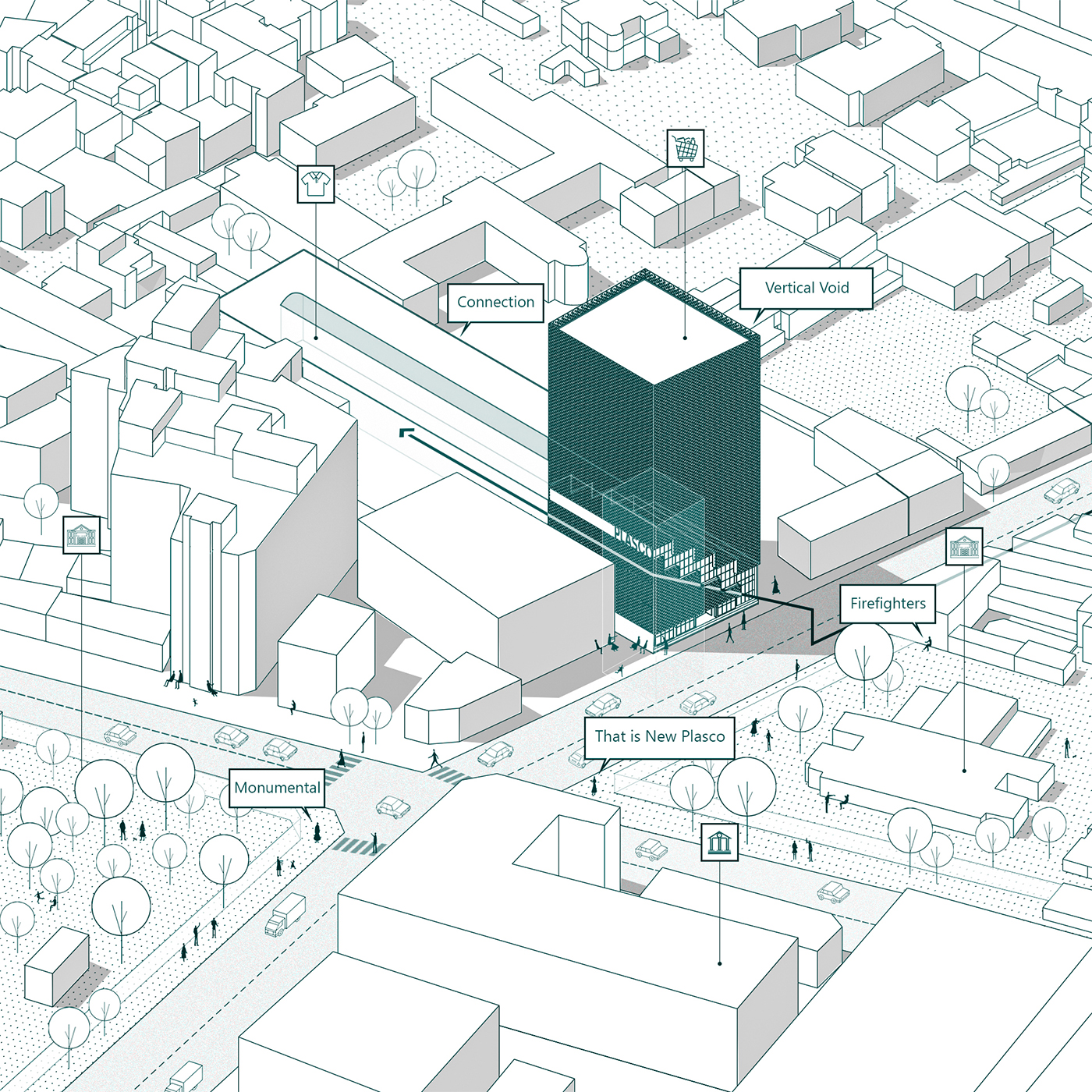
گرافیک آگزنومتریگ از ساختمان پلاسکو و اطراف آن در تهران(۱۳۹۹)/ طراحی معماری: کوروش رفیعی/ طراحی گرافیک: محمدرضا محمودی

۱- خوانش از پلان
۲- خوانش از مقطع
۳- خوانش از آگزنومتریک
۴- برنامه محور
۵- زمینه محور
۶- جریان محور
۷- سیستم سازه
۸- درک تناسبات
۹- درک روند
۱۰- سیستم مولد
۱۱- درک توپولوژی
۱۲- سیستم اقلیدسی(عناصر)
۱۳- درک میدان دید
۱۴- توصیفی(پدیدارشناسانه)
۱۵- فیزیک محور
۱۶- مفهوم محور
۱۷- درک تجهیزات
۱۸- بازخوانی

## موشن دیاگرام
پیشرفت امکانات و کاربرد نرم‌افزار‌های گرافیکی و انیمیشن سازی مثل ادوبی افتر افکتس موجب شده است تا طراحان گرافیک معماری با استفاده از روش‌های موشن گرافیک، دیاگرام‌های معماری را متحرک کنند. به عبارتی گرافیک و موشن گرافیک به محلی برای رشد میان‌رشته‌ای معماری[۳] تبدیل شده است. 

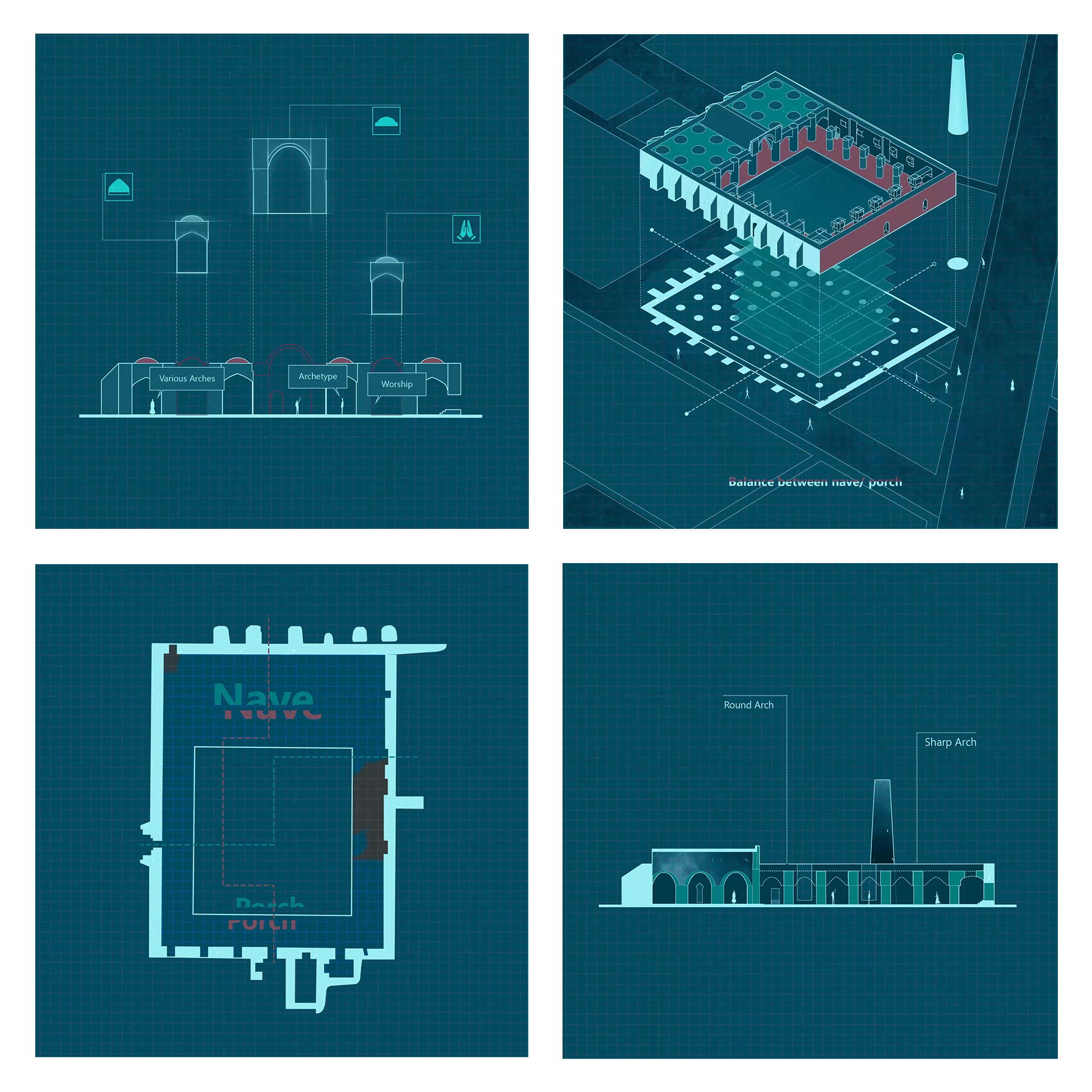
سکانس‌هایی از موشن گرافیک تاریخانه دامغان